# 대 파우스티나
안니아 갈레리아 파우스티나(라틴어: Annia Galeria Faustina Major) 혹은 파우스티나 1세 또는 파우스티나 마이오르(100년경 2월 16일 - 140년 10월 혹은 11월)는 로마 황제 안토니누스 피우스의 아내이자 황후이다. 마르쿠스 아우렐리우스 황제는 그녀의 조카였고 이후에는 황제 루키우스 베루스와 함께 양아들이 되었다. 그녀는 안토니누스 피우스 재위 초기에 사망했으나, '여신'으로서 지속적으로 대단히 받들어졌고, 사후에도 남편의 재위 기간 주요한 상징적 존재로서 역할을 했다.

## 어린 시절
파우스티나는 집정관 마르쿠스 안니우스 베루스와 그의 아내 루필리아 파우스티나 사이에서 태어난 것으로 유일하게 알려진 딸이다. 그녀의 형제들은 집정관 마르쿠스 안니우스 리보 그리고 법무관 마르쿠스 안니우스 베루스가 있었다. 외가쪽 이모들에는 로마 황후 비비아 사비나와 마티디아 미노르 등이 있었다. 조부는 아버지와 같은 이름의 마르쿠스 안니우스 베루스이며, 외조부모는 보좌 집정관을 지냈던 루키우스 스크리보니우스 리보 프루기 보누스와 그의 아내로 추정되는 비텔리아이다. 파우스티나는 로마에서 태어나고 자랐다.
평범한 시민일 때, 그녀는 110년과 115년 사이 안토니누스 피우스와 혼인했다. 파우스티나는 아들 둘과 딸 둘 등 피우스 사이에서 자녀 넷을 낳았다. 이들은 다음과 같다:
- 마르쿠스 아우렐리우스 풀비우스 안토니누스 (138년 이전 사망) - 그의 장례 추도 비문이 로마 하드리아누스 영묘에서 발견되었다.[8][12]
- 마르쿠스 갈레리우스 아우렐리우스 안토니누스 (138년 이전 사망) - 그의 장례 추도 비문이 로마 하드리아누스 영묘에서 발견되었다.[8][12] 그는 그리스어로 적혀 있으나, 로마에서 주조된 것으로 추정되는 고품질의 청동 주화에서 기념되어 있다.[13]
- 아우렐리아 파딜라 138년 사망) - 그녀는 아일리우스 라미아 실바누스와 혼인했다. 그녀는 남편 사이에서 자녀는 없던 것으로 보이며 그녀의 추도 비문이 이탈리아에서 발견되었다.[8][12]
- 안니아 갈레리아 파우스티나 미노르 혹은 소 파우스티나 (125–130년에서 175년 사이) - 미래의 로마 황후로, 외가 친척이자 미래의 로마 황제인 마르쿠스 아우렐리우스와 혼인했다. 그녀는 안토니누스와 파우스티나가 황제 자리에 오른 것을 본 유일한 자녀였다.[8][12]

신뢰도가 떨어지는 '히스토리아 아우구스타'에 의하면, 안토니누스가 아시아 속주의 프로콘술로 있던 동안 파우스티나가 과하게 솔직하고 경솔하게 굴었다는 여러 루머들이 존재한다.

## 황후

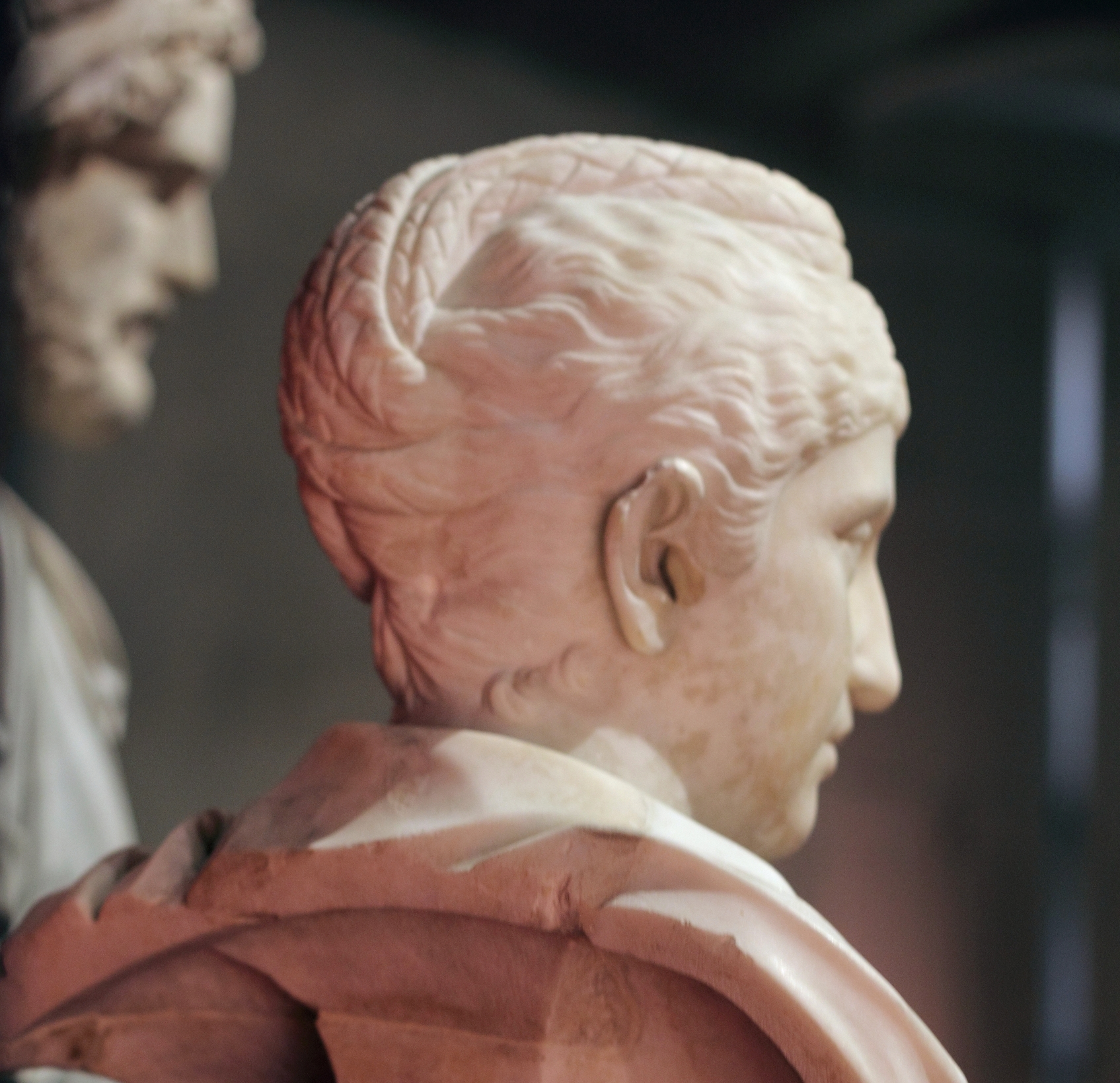
카피톨리노 박물관의 파우스티나 흉상 (측면 시점, 독특한 머리 모양 참조)

138년 7월 10일, 숙부이자 황제인 하드리아누스가 죽고 남편이 새로운 황제가 되었는데, 안토니누스가 하드리아누스의 양자이자 후계자였기 때문이었다. 파우스티나는 로마 황후가 되었고 원로원은 그녀에게 '아우구스타' 칭호를 부여하였다.  황후로서, 파우스티나는 상당히 존경받았고 미모와 지혜로 유명했다. 살아 생전에, 일반 시민 그리고 황후로서, 파우스티나는 빈곤한 자들을 돕고 로마의 아동들 그 중에서도 여자 아이들의 교육을 후원하고 지원하는 일들에 관여했었다. 프론토와 안토니누스 피우스 간의 서신에서 가끔식 안토니누스의 아내에 대한 헌신의 내용들이 있다.
안토니누스 피우스의 황제 계승 이후, 부부는 이탈리아를 결코 떠나지 않았다. 대신에 이들은 로마, 안토니누스가 가장 좋아하던 사유지인 로리움, 그리고 그 밖에 라누비움, 투스쿨룸, 시그니아 등을 돌아다니며 시간을 보냈다.
파우스티나의 패션 스타일은 명백하게 상당히 높은 평가를 받았고 모방되었다. 머리 옆이나 뒤쪽으로 머리를 땋아 올려 쪽찐 머리를 한, 그녀의 독특한 머리 모양은 로마에서 두 혹은 세 세대에 걸쳐 모방되었다.
일부 지방 사람들은 근가 황후였던 당시에 그녀를 숭배하기로 했는데 에페소스의 한 무리는 그녀의 이름을 따 자신들을 지칭했고, 푸테올리의 한 목탁종 연주자 무리는 그녀 생전에 그녀를 위한 제단을 만들기도 했다.

## 죽음과 유산

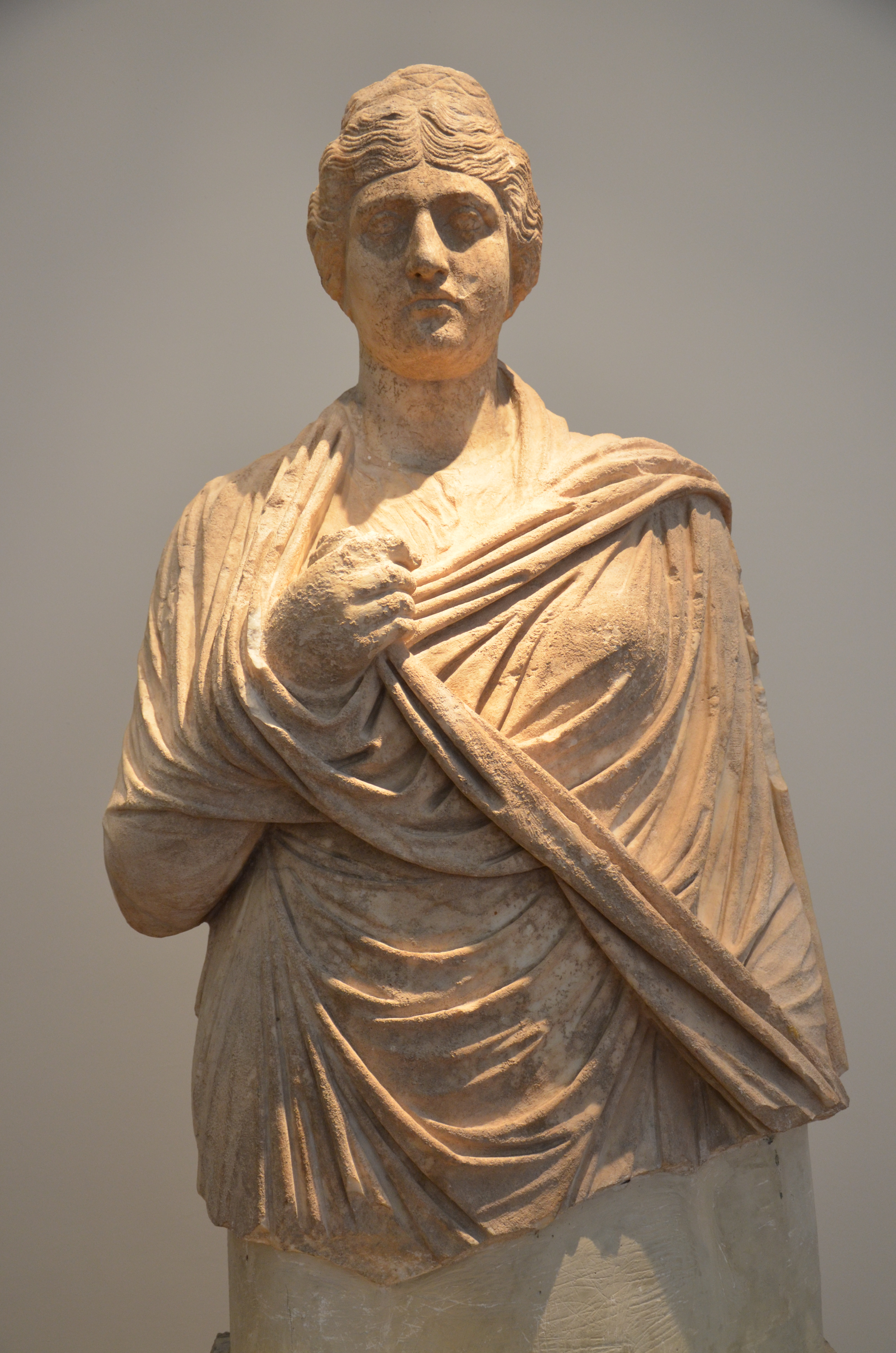
올림피아에 있는 헤로데스 아티쿠스의 님파에움에 위치한 대 파우스티나 조각상.

파우스티나는 140년 로마 인근 로리움에 있는 안토니누스의 사유지로 추정되는 곳에서 사망했다. 안토니누스는 파우스티나의 죽음에 큰 충격을 받았고 그녀에 대한 기억을 기리기 위한 조치들을 취했다. 그는 원로원에 그녀를 신격화 (그녀에 대한 신격화는 기념 원주에 묘사되어 있다)하도록 하고 포룸 로마눔에 파우스티나 신전을 헌정하도록 했다. 이 때문에, 파우스티나는 포룸 로마눔에 그 존재를 영원히 갖게 된 최초의 로마 황후였다. 원로원은 그녀의 모습을 한, 금과 은으로 만든 상들을 키르쿠스에 등장시키는 것을 인가했으며, 이곳에서 이것들은 '카르펜툼'(carpentum, 이륜마차)이나 '쿠르루스 엘레판토룸'(currus elephantorum, 코끼리가 끄는 수레) 등에 나타나 있었을 것이다. 안토니누스는 또한 DIVA FAVSTINA ("여신 파우스티나")라고 새겨지고 정교하게 장식된, 그녀의 초상을 담고 있는 여러 주화들을 발행했다. 또한 그는 로마의 고아 소녀들을 돕기 위한 '푸엘라이 파우스티니아나이'(Puellae Faustinianae, 파우스티나의 여식들)이라는 자선 단체를 설립했고 새로운 '알리멘타' (Alimenta, 로마의 곡물 공급)를 만들었다. 그녀의 유해는 하드리아누스 영묘에 안장되었다. 어떤 도시들은 "여신 파우스티나" (ΘΕΑ ΦΑΥϹΤΕΙΝΑ);를 기념하는 주화들을 발행했으며, 이 중에 가장 유명한 도시들에는 델포이, 알렉산드리아, 보스트라, 니코폴리스 등이 있었다. Martin Beckmann은 니코폴리스의 주화가 로마에서 주조되어 악티아 제전에서 황실의 기부금으로서 유통된 것일 수 있다고 하였다. 파우스티나의 장례 행사에 따라 발행된 주화들은 그녀의 호화스러운 화장용 장작더미를 묘사하고 있으며, 이는 이후 사설 영묘들의 디자인에 영향을 미쳤을 수 있다. 다른 신격 존재 중에서도 피에타스, 아이테르니타스 등의 신들이 그러하며 그리고 CONSECRATIO(천상으로 파우스티나의 승천)라는 문구와 함께 인물상을 높게 붙들고 있는 독수리 (또는 빈도는 덜하지만 날개 달린 게니우스)에도 영향을 미쳤다. 파우스티나의 주화는 가끔식 보석류로 포함되었고 애뮬럿으로서도 걸쳐졌다.

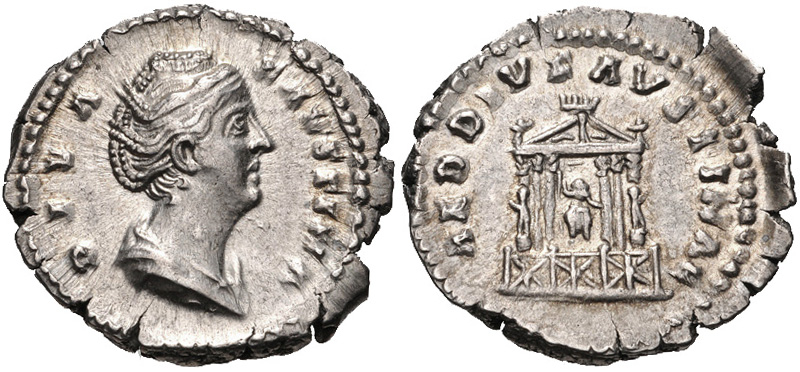
파우스티나 마이오르를 기념하여 주조된 데나리우스로, AED DIV FAVSTINAE (‘파우스티나 여신의 신전’)을 뜻하는 축약된 문구와 그녀의 신전을 묘사하고 있다

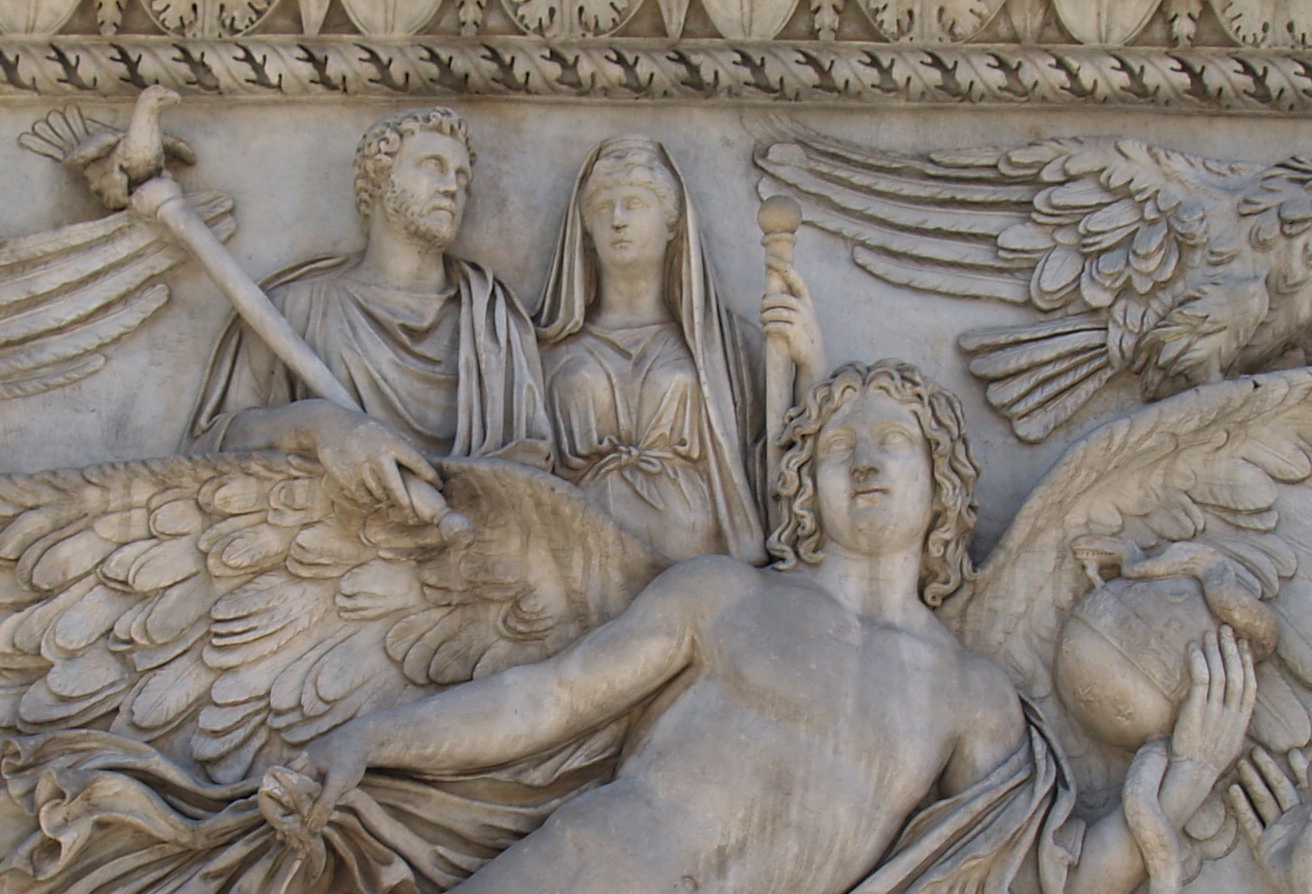
날개 달린 인물의 등 위로 타고 있는 피우스와 파우스티나에 대한 묘사 (안토니누스 피우스 원주의 하단).

파우스티나에 대한 사후 숭배는 전례가 없을 정도로 널리 퍼졌으며, 파우스티나의 형상은 안토니누스 피우스 집권기 내내 어디에서나 계속 있게 되었다. 파우스티나의 것으로 여겨지고 2008년에 발견된, 거대한 대리석상의 머리 부분은 오늘날 터키의 사갈라소스 유적지에서 중요한 황제 일가의 조각상 중 하나이다. 올림피아에서, 헤로데스 아티쿠스는 님파에움을 지었는데 이곳에서는 파우스티나와 그 외의 안토니누스 일가들과 더불어 아티쿠스의 선조들의 조각상이 전시되어 있었다. 파우스티나는 또한 황가 일가를 기념하는, 에페소스의 파르티아 기념물에도 등장한다. Bergmann과 Watson은 파우스티나의 기념물을 안토니누스 피우스의 정치적 모습이라 보았다. 로마의 테르미니 역 인근 위치에서 발견된, 실물보다 큰 한 조각상은 파우스티나를 파테라와 코르누코피아를 든 콩코르디아로서 묘사한 것으로 보인다. 이 조각상은 개인이 소유했으나 대중들에게도 개방된, 목욕탕에 디아나 루키페라 그리고 아폴로-솔 조각상과 같이 전시되어 있었을 것이다.
안토니누스와 파우스티나는 부부 화합의 본보기로 공식적으로 제시되어 신혼부부들은 안토니누스와 파우스티나의 제단에서 그들이 황제 부부의 모범에 부응할 수 있도록 기도하라는 지시를 받았다. 이는 오스티아 지역에서 명백히 그랬고, 로마 지역에서도 그랬을 것이다.
파우스티나 신전은 144년에 세워진 것으로 생각된다. 이 신전은 코린토스 양식을 갖춘 거대한 헥사스타일 건축물로, 본래는 케레스 신전으로 설계되었을 수 있다. 주화들에서의 묘사는 왕좌에 앉아 있고 왼손에 기다란 지팡이를 쥐고 있는 파우스티나의 우상을 보여주고 있다. 이 시기 주화에서 파우스티나의 초상은 자주 왕관을 쓰고 있을 뿐만아니라 베일을 하고 있는데, 이는 파우스티나의 교단 모습의 특징을 상기시키는 것일 수도 있다..

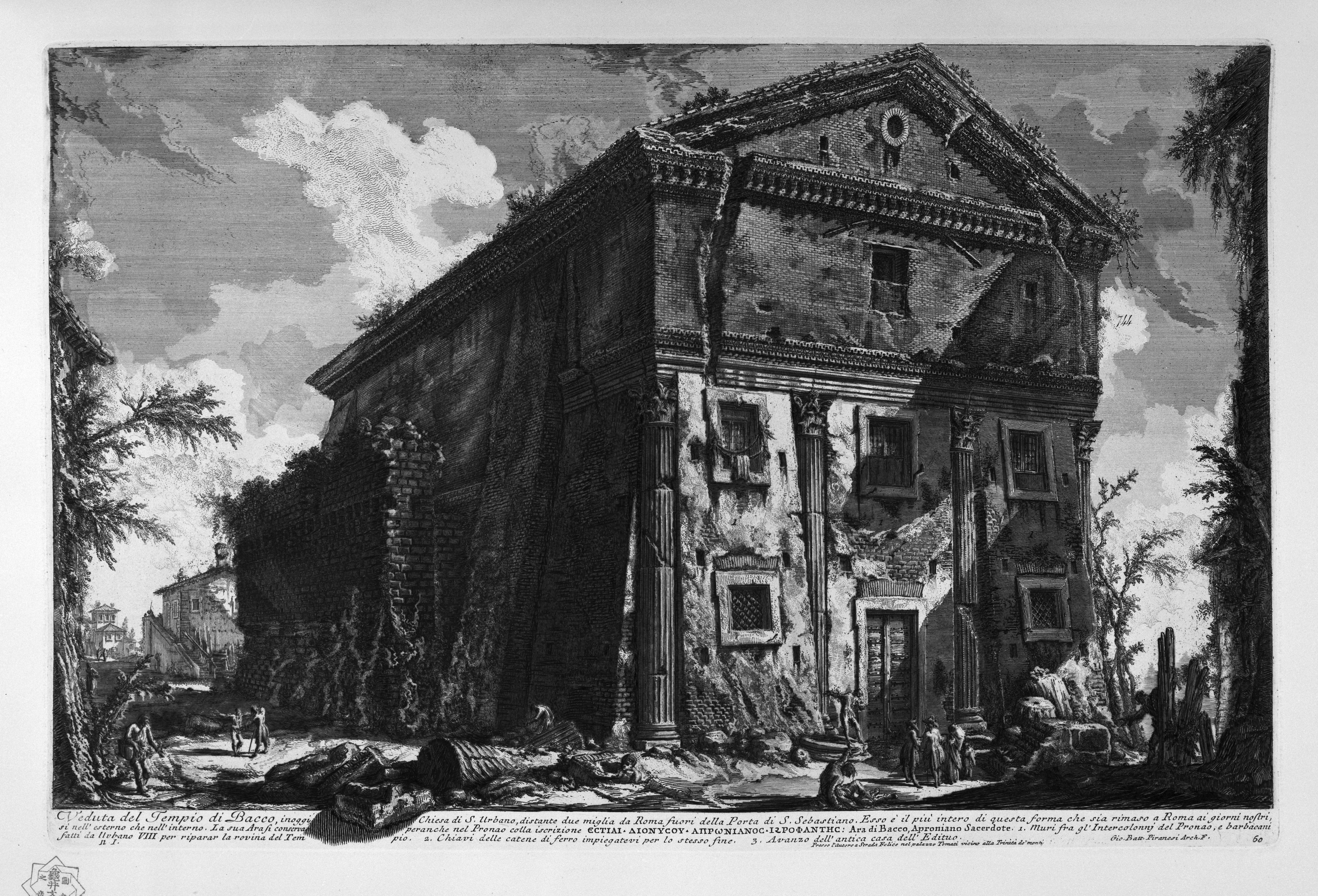
본래 케레스와 파우스티나의 성소로 지어진, 로마 인근 산투르바노 알라 카파렐라

신격화 된 파우스티나는 특히나 케레스와 밀접한 관련이 있었는데, 케레스는 파우스티나의 주화에 두드러지게 나타났으며 몇 년간, 횃불을 든 케레스가 파우스티나 금화의 주된 주제였다. 헤로데스 아티쿠스는 파우스티나를 그가 로마 외곽에 설치한 개인 성소이자 현재는 산투르바노 교회에서 새로운 데메테르로서 숭배해다. 케레스 외에도, 베스타와 유노 등도 파우스티나의 주화에 눈에 띄게 등장했다. 그녀는 또한 대지모신과도 연관되었고 키레나이카에서는 이시스와도 관련되었으며, 사르디스에선 아르테미스와 결합되어 숭배됐다.

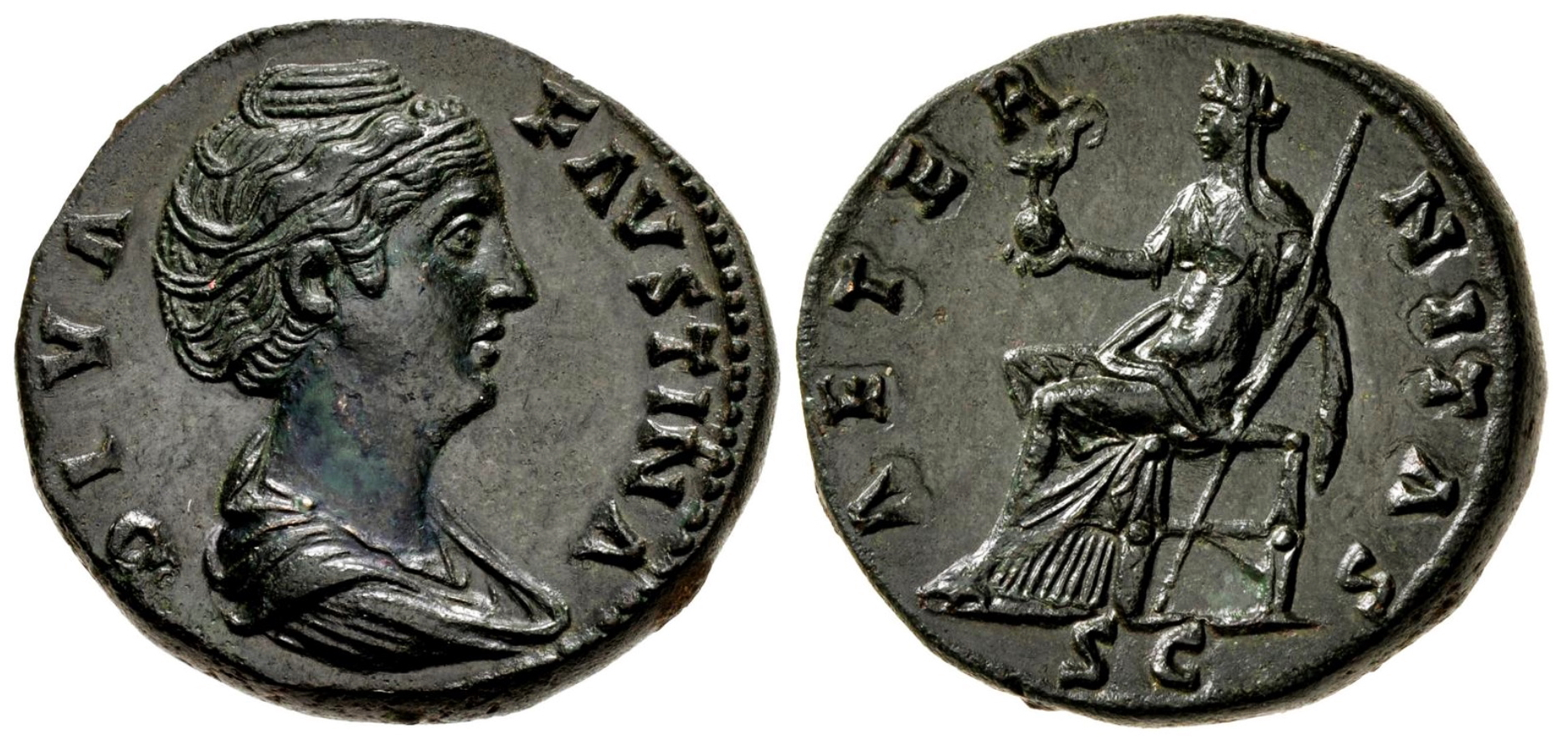
초상과 아이테르니타스를 나타내는 파우스티나 마이오르의 세스테르티우스

파우스티나가 사망하고 10년 뒤, 새로운 기념 주화가 발행되었는데, 아이테르니타스 ('불멸')이라는 문구를 담고 있었다. 이런 주화들은 그녀를 기리기 위해 민간 행사에서 배포되어 도입되었을 수 있다.
안토니누스 피우스가 죽은 뒤, 그의 양아들이자 후계자들인 마르쿠스 아우렐리우스 그리고 루키우스 베루스는 안토니누스 피우스 원주를 지었는데, 이 원주는 안토니누스와 파우스티나가 날개 달린 존재의 등에 타 함께 천상으로 올라가는 모습을 극적으로 묘사하고 있다.
마르쿠스 아우렐리우스는 또한 그리스 엘레프시나에 파우스티나 신전을 세웠다.
파우스티나는 특정 르네상스 시대의 묘사물에서 '이상적 아내'로서 기념되기를 계속했다.

## 참고 문헌
틀:Americana Poster
- Beckmann, Martin (2012). 《Diva Faustina: coinage and cult in Rome and the provinces》. New York: American Numismatic Society.
- Bergmann, Bettina; Watson, Wendy M. (1999). 《The Moon and the Stars: Afterlife of a Roman Empress》. South Hadley, Massachusetts: Mount Holyoke College Art Museum.
- Freisenbruch, Annelise (2010). 《The First Ladies of Rome: The Women Behind the Caesars》. London: Jonathan Cape.
- Lendering, Jona (2015) [2007]. “Faustina I”. 《Livius.org》. 2013년 7월 2일에 원본 문서에서 보존된 문서. 2015년 9월 21일에 확인함.
- Levick, Barbara (2014). 《Faustina I and II: Imperial Women of the Golden Age》. Oxford University Press. ISBN 978-0-19-537941-9.
- Weigel, Richard D. (1998). “Antoninus Pius”. 《De Imperatoribus Romanis: An Online Encyclopedia of Roman Emperors》. 2015년 9월 21일에 확인함.